# Palmslag
Palmslag is een Nederlandse, onafhankelijke uitgeverij. 

## Geschiedenis
Palmslag werd in 2006 opgericht in Groningen, met een breed uitgeefprofiel van zowel fictie als non-fictie. Sindsdien publiceert de uitgeverij romans, verhalenbundels, poëzie, biografieën, essayistische werken en thematische non-fictie. 

## Werkwijze
Palmslag streeft ernaar om zowel beginnende als gevestigde auteurs een podium te bieden in Nederland en België, en profileert zich als een toegankelijke uitgever. Deze benadering maakt het mogelijk dat ook auteurs met een nichepubliek professionele ondersteuning krijgen in redactie, vormgeving, productie en marketing. Naast literaire kwaliteit, stelt de uitgeverij auteursbetrokkenheid centraal in haar werkwijze.
Sinds 2021 is Palmslag de hoofdsponsor van AMAI (Alle Monden Award Instagram): de jaarlijkse verkiezing van het beste Nederlandse gedicht, de beste Nederlandstalige quote en het beste account van een Nederlandstalige dichter of quoter op Instagram.

## Auteurs
Enkele van de door Palmslag uitgegeven auteurs, zijn: Jesse Laport, Merel Morre, Peter J.L.M. Bernink, Oscar Tops en Auke Hulst